# Modesto Lobón
Modesto Lobón Sobrino (Zaragoza, 5 de febrero de 1948), escritor y político aragonés, uno de los artífices del pacto de gobernabilidad de Aragón PP – PAR de 2011, y consejero de Innovación y Nuevas Tecnologías del Gobierno de Aragón desde 2011 hasta 2012, y consejero de Agricultura, Ganadería y Medio Ambiente hasta 2015.

## Datos biográficos
Nacido en Zaragoza, es ingeniero industrial por la Escuela Técnica Superior de Ingenieros Industriales de Barcelona, y titulado en Dirección General de Empresas por el Instituto de Estudios Superiores de la Empresa (IESE) de la Universidad de Navarra. Está casado y tiene dos hijas.

### Trayectoria política
En el año 1977 fue fundador del partido Democracia Cristiana Aragonesa y fue miembro del Comité Ejecutivo Provincial de Zaragoza de UCD entre los años 1978 y 1982. Durante la tercera legislatura (segunda de la democracia) de Adolfo Suárez y el posterior gobierno de Calvo Sotelo fue Jefe del Consejo Superior de Protección de Menores del Ministerio de Justicia, además de Vicepresidente primero del Patronato de Protección a la Mujer. Fue también director general de Servicios del ente preautonómico aragonés previo a la formación de la Diputación General de Aragón.
Fue uno de los miembros fundadores del Partido Demócrata Popular en Zaragoza en el año 1982. Posteriormente entró a formar parte de las filas del PAR entre los años 1987 y 1999, partido en el que ostentó los cargos de Presidente Local y Secretario General Adjunto.
Desde 1999 es miembro del PP en cuya formación ostenta el cargo de vicesecretario general de Política Sectorial, también ejerce como vocal del Comité de Dirección Regional.
Elegido como diputado de las Cortes de Aragón en las elecciones autonómicas del 22 de mayo de 2011 para la VIII Legislatura, fue nombrado el 15 de julio de 2011 como Consejero de Innovación y Nuevas Tecnologías del Gobierno de Aragón.
En el Ayuntamiento de Zaragoza, fue concejal durante las corporaciones segunda, tercera, quinta, séptima y octava, ejerciendo como portavoz del PDP durante la segunda, como delegado de Promoción Empresarial y Turismo en la quinta Corporación, y portavoz de la Comisión de Servicios Públicos durante la séptima. Durante la sexta Corporación, fue coordinador de Alcaldía y Jefe de Relaciones Externas del Ayuntamiento. En la octava Corporación ocupó el cargo de concejal-presidente de la Junta Municipal de Casablanca.

### Escritor
En su faceta de escritor, Modesto Lobón es autor de tres libros, Amor y poder, Cita en la cumbre y El retorno del gigante, títulos que se pueden leer en formato electrónico.